# Narciso del Valle
Narciso del Valle (Santa Fe, 1794 - Cristiano Muerto, 6 de agosto de 1849) fue un militar argentino que participó activamente en la lucha contra los indígenas del sur de la provincia de Buenos Aires, además de algunas participaciones en las guerras civiles argentinas.

## Sus inicios
Sus padres fueron Pedro Francisco del Valle y Francisca Ignacia Coronel.
Se enroló como soldado en enero de 1812, en el Batallón de Infantería de Entre Ríos. A órdenes del entonces coronel Marcos Balcarce participó en la campaña defensiva contra las expediciones navales realistas lanzadas desde Montevideo. Posteriormente se incorporó a los “Húsares de la Muerte” de las fuerzas federales que seguían al caudillo Francisco Ramírez.
Participó en la guerra contra el antiguo jefe de Ramírez, José Artigas, en 1820. Al año siguiente prestó servicios en la ciudad de Paraná, a órdenes del gobernador Lucio Norberto Mansilla.
En 1823 formó parte del Consejo de Guerra contra los jefes opositores, Andrés Latorre, Juan Vázquez Feijoo, Ramón Olivera, Justo Hereñú y Justo José de Urquiza, por conspiración contra el gobierno. Los dos primeros fueron condenados a muerte.

## Traslado a Buenos Aires
En noviembre de 1823, Lucio Norberto Mansilla firmó un tratado con el gobernador de la provincia de Buenos Aires, Martín Rodríguez, por el que se encontraba una curiosa forma de financiar la administración pública entrerriana: la provincia le vendía a la de Buenos Aires un regimiento formado por dos batallones de caballería, comandados por el teniente coronel Andrés Morel, a los que pertenecían los comandantes Anacleto Medina y Narciso del Valle. Fueron embarcados en cinco buques y trasladados a Buenos Aires; los oficiales, incluido Del Valle, llevaron a sus familias.
Enseguida fueron enviados a la frontera sur, a incorporarse a la tercera campaña del gobernador Martín Rodríguez contra los indígenas, para vengar un malón que había sido lanzado recientemente sobre Luján, Tandil y Chascomús. Partiendo de la Guardia del Monte, hicieron una larga campaña hasta la Sierra de la Ventana y regresaron sin haber obtenido más logro que la muerte del cacique Quiñigual, relativamente inofensivo.
Pasó después, a órdenes de Andrés Morel, a la Guardia de Kakel Huincul, incorporándose al Regimiento de Coraceros, después rebautizado Regimiento de Caballería de Campaña N.º 7. Participó en el Combate del Arazá ―actual partido de Castelli― del 14 de julio de 1825, una importante victoria sobre los indígenas, pero que frenó nuevas incursiones tan cerca de la boca del río Salado. También participó en el Combate de los Toldos Viejos, del 11 de septiembre de 1826, en que casi todo el regimiento fue destruido. El comandante Morel, Del Valle y el después coronel Prudencio Arnold salvaron por poco sus vidas.
En mayo de 1827 fue destinado al Fuerte Independencia ―actual ciudad de Tandil― y luego acompañó al coronel Ramón Estomba en la fundación de la Fortaleza Protectora Argentina, posteriormente ciudad de Bahía Blanca, el 9 de abril de 1828. Participó de la defensa del mismo cuando se produjo el ataque de los Hermanos Pincheira.

## La época de Rosas
Cuando se produjo la revolución de Juan Lavalle, las tropas del teniente coronel Andrés Morel y las de Estomba fueron enviadas en apoyo del jefe revolucionario, que debía enfrentar la resistencia de partidas de montoneras federales. Pero a corta distancia, en el arroyo Napostá, los indígenas boroganos se sublevaron y mataron a Morel y dispersaron su regimiento, causándole más de 50 bajas. Narciso del Valle y el resto de sus fuerzas retrocedieron a la Fortaleza Protectora Argentina, donde fueron atacados días después, aunque lograron defender sus posiciones. En ausencia de Estomba, Del Valle quedó a cargo de la fortaleza.
En septiembre de 1829, tras un breve paso por el cargo de edecán del gobernador Juan José Viamonte, pasó a la guarnición de Chascomús, en cuyo destino fue ascendido al grado de coronel. En septiembre de 1830 pasó a Dolores, como jefe del Regimiento de Caballería N.º 5.
Durante la segunda mitad del año 1831 hizo una serie de expediciones contra los indígenas, especialmente los boroganos, logrando dos importantes victorias en Tapalqué. Al año siguiente, su regimiento fue asignado a Tandil.
Participó en la campaña de Rosas al Desierto en 1833, teniendo a sus órdenes a futuros oficiales destacados, como con tropas comandadas por oficiales que se harían notables más tarde, como Juan Zelarayán, Ventura Miñana, Francisco Sosa y Pedro Burgos. Mientras algunos de sus subordinados avanzaron bastante al oeste, Del Valle permaneció en el campamento del río Colorado, a órdenes del general Juan Manuel de Rosas.
Desde principios de 1835 hasta fines del año siguiente, fue uno de los edecanes del gobernador Rosas. De regreso a la frontera sur, estableció su sede cerca de Azul, para después pasar a la Sierra de la Tinta. Luego hizo una campaña dentro de territorio indígena, logrando una importante victoria el 16 de diciembre de 1837.

## Los Libres del Sur y los últimos años
Poco después fue nuevamente destinado a Dolores. Su segundo jefe, Manuel Rico, tuvo un altercado con su jefe por el enrolamiento de milicias, lo cual fue aprovechado por los dirigentes opositores a Rosas para invitarlo a unírseles. Aprovechando que Del Valle y la mayor parte de su regimiento estaban en la zona de Tandil, Rico y Pedro Castelli iniciaron la revolución de los Libres del Sur, en octubre de 1839. Cuando Rico supo que Del Valle se había enterado del movimiento, y temiendo su pronto regreso, ordenó el traslado de sus tropas a Chascomús, donde serían completamente derrotadas. Mientras tanto, algunos escasos aliados de los Libres del Sur lograron tomar Tandil, pero fueron expulsados y perseguidos por Del Valle.
Cuando, a fines de 1839, el gobernador Rosas creó diez nuevos partidos en el sur de la provincia, Del Valle le aconsejó que incluyera el partido de Lobería, el cual fue incluido en el decreto, por lo cual Del Valle es considerado su fundador.
Continuó al mando del Regimiento 5.º de Campaña con sede en Dolores hasta mayo de 1849, cuando se puso en marcha hacia Bahía Blanca. Estando en camino enfermó gravemente y falleció el 6 de agosto de 1849 en el paraje de Cristiano Muerto, actual partido de San Cayetano, en su estancia Sol de Mayo.

## Vida privada
El 26 de abril de 1823 se casó con Tránsito Chaparro Denis del Valle (n. 1792), en la iglesia de Nuestra Señora del Rosario (en la ciudad entrerriana de Paraná), siendo sus testigos de casamiento Lucio Norberto Mansilla (gobernador de la provincia de Entre Ríos) y Manuela Denis (madre de la novia).
De esta unión nacieron tres hijos legítimos:
- Amaro del Valle Chaparro (n. Paraná, 1819-f. Bs.As., 1867).
- Francisca Inés del Valle Chaparro (n. 1824 en Paraná).
- Narcisa del Valle Chaparro (n. 1825 en Buenos Aires).

Fruto de las relaciones con la santiaguina Juana Álvarez de Jonte (n. 1817), nacieron:
- Dolores Estanislada del Valle Álvarez Jonte (n. 1840 en Buenos Aires).
- Julia del Valle Álvarez Jonte (n. 1842 en Buenos Aires).
- Antonia del Valle Álvarez Jonte (n. 1843).
- María del Valle Álvarez Jonte (n. 1847);

y con la santafesina Isabel Valdivieso Correa (1826 - 24 de enero de 1868), nacieron:
- Luisa del Valle Valdivieso (n. 1841).
- Narciso del Valle Valdivieso (1842-1871).[2]
- José del Valle Valdivieso (n. 1844).
- Aristóbulo del Valle Valdivieso (1845-1896), quien fue diputado, senador, ministro de Guerra, y uno de los fundadores de la Unión Cívica Radical.